# 洪城駅
洪城駅（ホンソンえき）は大韓民国忠清南道洪城郡にある韓国鉄道公社の駅である。

## 利用可能な路線
- 韓国鉄道公社
  - 長項線

## 駅構造
- 島式ホーム2面4線の地上駅。

### のりば
| のりば | 路線   | 種別                                 | 行先                 | 備考 |
| ------ | ------ | ------------------------------------ | -------------------- | ---- |
| 1      | 長項線 | 未使用                               |                      |      |
| 2      | 長項線 | セマウル号 ムグンファ号 西海金光列車 | 天安・水原・龍山方面 |      |
| 3      | 長項線 | セマウル号 ムグンファ号 西海金光列車 | 大川・長項・益山方面 |      |
| 4      | 長項線 | 未使用                               |                      |      |

## 沿革
- 1923年11月1日 - 開業[1]。
- 2008年12月1日 - 長項線の線形改良に伴い、現在地に移転。
- 2024年11月2日 - 西海線が開業[2]。

## 隣の駅
韓国鉄道公社
長項線
挿橋駅 -（華陽駅）- 洪城駅 - （新城駅） - 広川駅
西海線
合徳駅 - 洪城駅